# Arenaria controversa
Espèce
Classification phylogénétique
Arenaria controversa, la Sabline des chaumes, est une espèce de plantes à fleurs de la famille des Caryophyllaceae. C'est une plante herbacée annuelle ou bisannuelle, qui présente de nombreuses tiges dressées portant de petites fleurs à corolle blanche formée de cinq pétales, on peut l’observer d’avril à juin.
C'est une espèce rare (cotation UICN 1997), elle n’existe dans le monde que dans le centre-ouest de la France où elle est endémique, aussi est-elle strictement protégée par la loi française, par la directive européenne « faune/flore/habitats » et par la convention de Berne.

## Localisation
Elle se plaît sur les pelouses calcaires très écorchées où elle se développe en colonies, parfois abondantes lorsque les conditions météorologiques sont favorables.
L'exploitation de carrière apporte souvent un habitat favorable à la Sabline des Chaumes (se plait en milieux ouverts), son observation y est très fréquente[réf. nécessaire]. 